# Passerelle d'Argenteuil
Pour les articles homonymes, voir Pont d'Argenteuil (homonymie).
Passerelle d'Argenteuil est un tableau d'Alfred Sisley peint à Argenteuil en 1872. Il se trouve actuellement au musée d'Orsay au 2e étage dans la section 29 (collection Moreau-Nélaton) et a été acquis en 1906 par don d'Étienne Moreau-Nélaton. Le pont routier d'Argenteuil avait été détruit lors de la guerre de 1870, cette passerelle provisoire en bois fut remplacée dès l'année 1874 par un ouvrage définitif en pierre et acier.
Richard Shone évoque les ponts d'Hokusai comme une source possible ayant inspiré ce tableau.

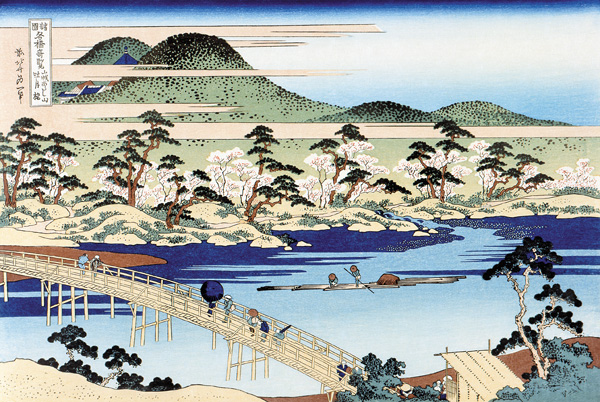
Pont d'Hokusai.